# Michael Schmachtenberger
Michael Schmachtenberger (auch Michael Schmagenberger; * in Volkach; † 9. Oktober 1640) war im Jahr 1640 insgesamt 17 Tage Propst des Augustinerchorherrenstiftes in Heidenfeld.

## Heidenfeld vor Schmachtenberger
Das Stift erlebte unter den Vorgängern von Schmachtenberger einen umfassenden Niedergang, der vor allem durch den Dreißigjährigen Krieg ausgelöst wurde. Immer wieder wurde das Kloster von den eigentlich verbündeten fürstbischöflichen Truppen und ihren protestantischen Gegnern verwüstet und die Klosterdörfer mussten Hunger leiden. Um die Missstände zu beheben, brach Propst Johannes Baumann nach Schweinfurt auf. Dort wurde er wahrscheinlich vergiftet. Allerdings gelang es auch, die Gebeine des Liborius Wagner ins Stift zu holen.

## Leben
Michael Schmachtenberger wurde im 16. oder 17. Jahrhundert in der fränkischen Amtsstadt Volkach geboren. Die Familie des späteren Propstes waren angesehene Bürger in der Stadt, sie ist noch im 18. Jahrhundert in Volkach nachweisbar. Schmachtenberger besuchte vielleicht die Volkacher Lateinschule, um später die Universität in der Bistumsmetropole Würzburg zu besuchen. Früh trat er in das Stift Heidenfeld ein und stieg innerhalb der Hierarchie schnell auf.
Vor seiner Wahl zum Propst bekleidete Schmachtenberger das Amt des Pfarrers im Stiftsdorf Wipfeld und war gleichzeitig Dekan des stiftseigenen Dekanats. Als Propst Johannes VIII. Baumann unter ungeklärten Umständen in Schweinfurt starb, wählten die Chorherren Michael Schmachtenberger am 22. September 1640 zu ihrem neuen Vorsteher. Schmachtenberger war lediglich etwa zwei Wochen Propst und starb bereits am 9. Oktober 1640.